# Перстач випрямлений
Перстач випрямлений, пе́рстач прямостоя́чий, калган (Potentilla erecta (L.) Hampe) Місцеві назви — калган, балабан, п'ятипал, дерев'янка, зав'язник тощо.

## Опис
Багаторічна трав'яниста рослина родини розових (Rosaceae) 15—50 см заввишки з товстим, коротким бульбисто потовщеним дерев'янистим кореневищем. Квітконосні стебла виходять з пазух прикореневих, збірних у пучок листків. Стебла висхідні або прямостоячі, у верхній частині вилчасто розгалужені, коротко запушені, листорозміщення чергове. Стеблові листки зелені, трійчасті з великими парними прилистками, сидячі, з клиноподібно видовженими надрізано-пилчастими догори листочками. Прикореневі листки 3—5-пальчасті, черешкові. Квітки на довгих квітконіжках, поодинокі (10—13 мм у діаметрі), правильні, з подвійною вільнопелюстковою оцвітиною. Чашечка з чотирма вузькими частками і підчашею, волосиста. Пелюсток чотири. Вони блідо-жовті, оберненояйцеподібні, виїмчасті, трохи довші від чашечки. Тичинок 15—20, маточок багато, зав'язь верхня. Плід складається з багатьох горішкоподібних сім'янок.
Перстач випрямлений росте в соснових і мішаних лісах, на лісових галявинах і суходільних луках, на краях боліт. Світлолюбна рослина. Цвіте у червні — вересні.
Поширений по всій Україні. Заготовляють у Волинській, Рівненській, Житомирській, Чернігівській, Київській, Сумській, Закарпатській і Львівській областях. Запаси сировини значні, але у зв'язку з осушенням боліт вони помітно зменшуються.

## Практичне використання
Лікарська, харчова, танідоносна, фарбувальна й косметична рослина.

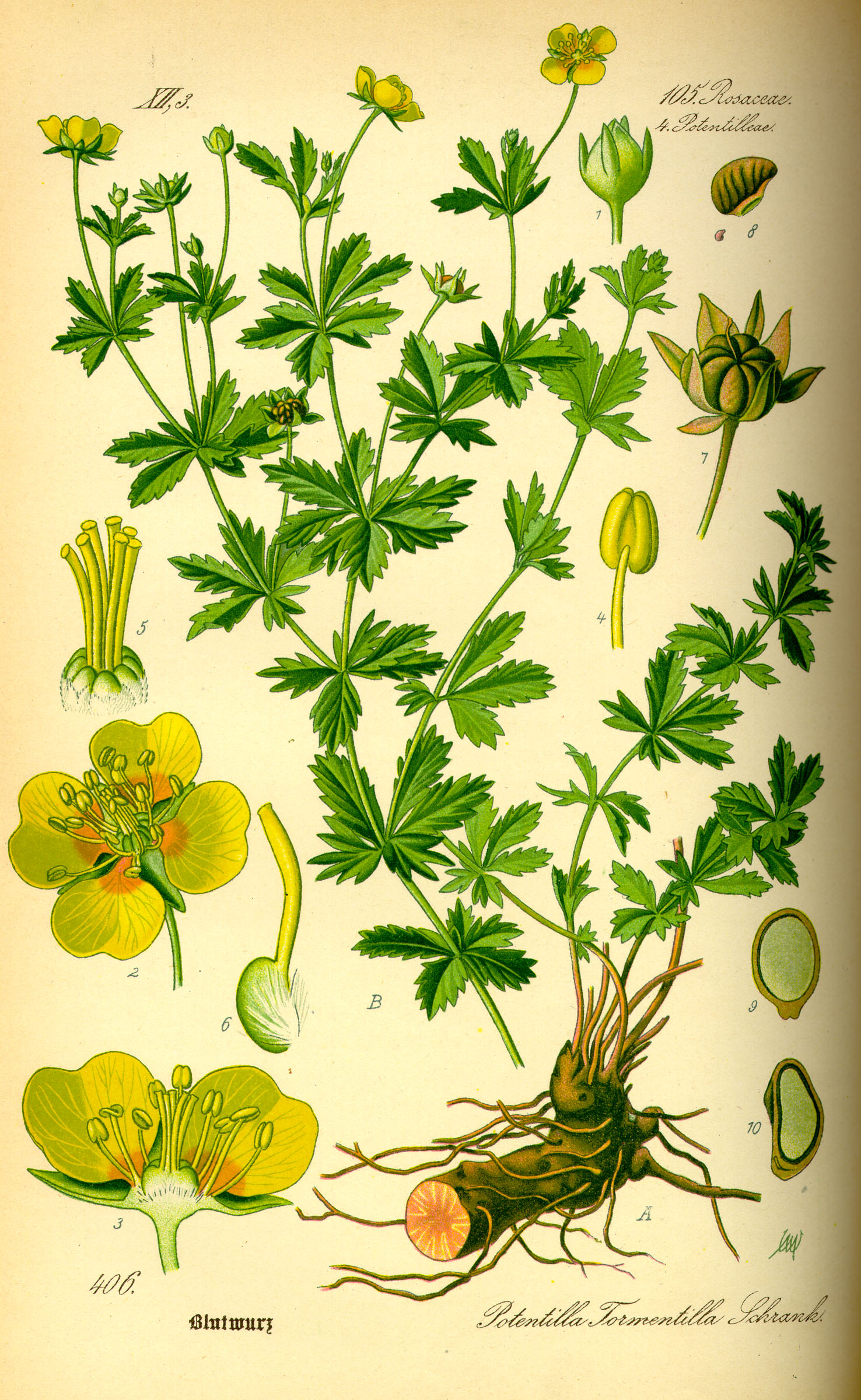
Перстач випрямлений

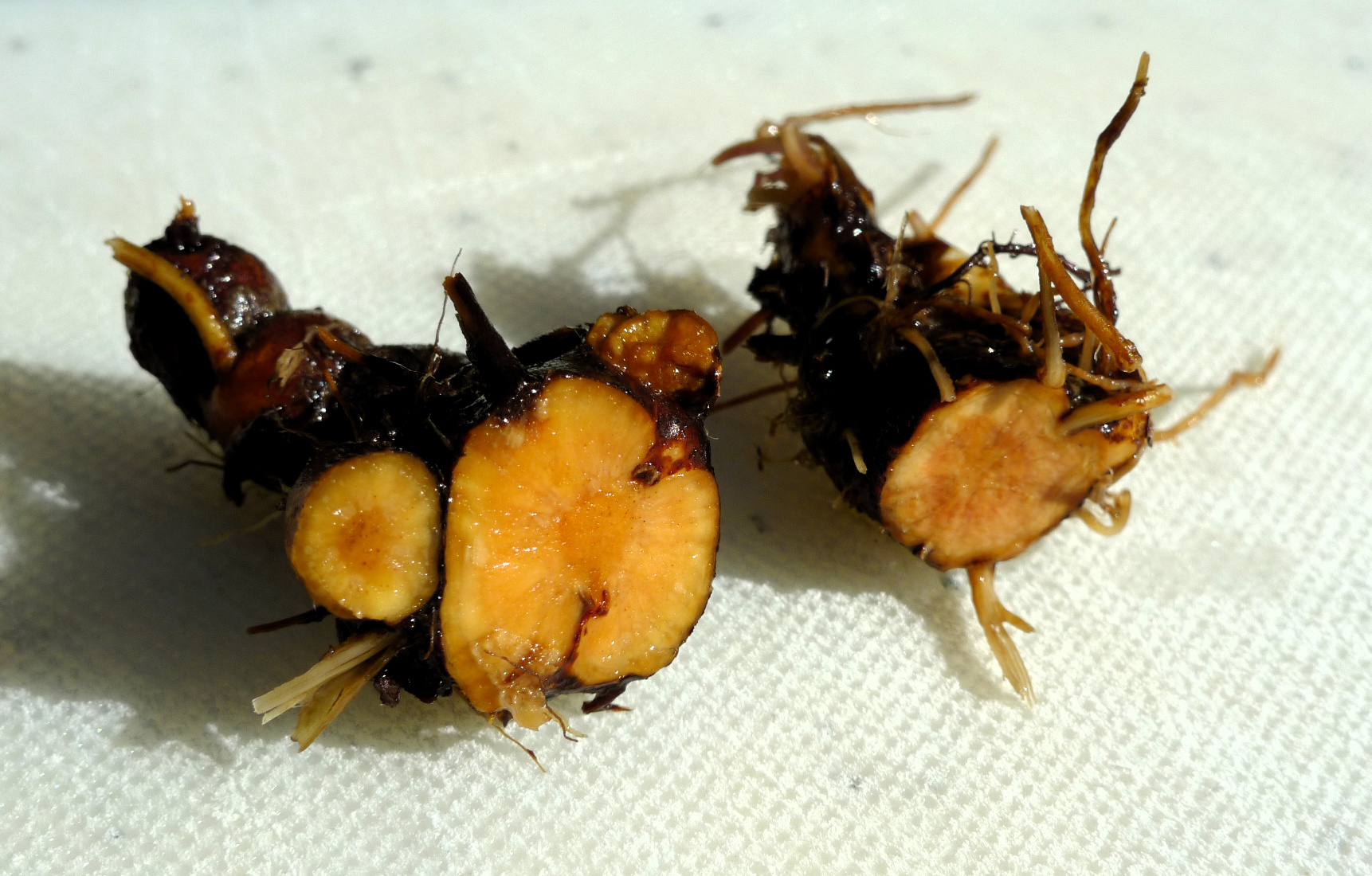
Кореневища Potentilla erecta

У науковій медицині застосовують кореневища перстачу випрямленого — Rhizoma Tormentillae, які містять дубильні речовини (до 31 %), кристалічний ефір торментол, глікозиди, хінну та елагову кислоти, флобафени, смолу, крохмаль. Кореневища використовують як в'яжучий, кровоспинний і бактерицидний засіб, при запальних процесах шлунково-кишкового тракту, при шигельозі, легеневих, кишкових і маткових кровотечах, зовнішньо — при опіках, екземах та інших нашкірних хворобах; при запальних процесах слизових оболонок рота.
У народній медицині кореневища застосовують при хворобах шлунка, нирок, печінки, як кровоспинний засіб при внутрішніх кровотечах, хворобах серця і легень, а також від цинги.
У гомеопатії використовують спиртовий екстракт кореневища.
У ветеринарії застосовують водні настої як кровоспинний засіб. Висушені кореневища перстачу випрямленого багаті на крохмаль, перемеленими їх застосовують як специфічну домішку до борошна. Сирі кореневища використовують як приправу або сировину для різноманітних страв.
У лікеро-горілчаному виробництві корені використовують для приготування горілок і лікерів, які мають лікувальне значення. Широко застосовують їх також і в рибоконсервній промисловості. Кореневища дають чорну фарбу, тому їх використовують для дублення шкур.
У косметиці застосовують мазь з кореневищ як зм'якшувальний засіб для сухої шкіри, для загоєння ран на руках, ногах і губах, порошок з кореневища — для чищення зубів.
Перстач білий використовують у народній медицині при опущеннях матки, порошком присипають нариви. Перстач сріблястий має в'яжучі і кровоспинні властивості, у народній медицині застосовують при захворюваннях горла та при бронхіальній астмі.

### У харчуванні
Бульбоподібні кореневища багаті на крохмаль і білок. Висушені й перемелені, вони здатні замінити зернове борошно, а крохмаль із кореневища — чудова сировина для найрізноманітніших страв і приправ.
На півночі України та в Білорусі борошно з кореневища додають до житнього борошна під час випічки хліба чи коржів, змішуючи рівні частки.
Викопують їх пізно восени або напровесні, одразу після розтавання ґрунту. Їх ретельно миють, очищаючи від дрібних корінців та коричневої шкірки, розрізають упродовж. Спочатку шматки підсушують на повітрі, а потім у печах. Для одержання круп молоти кореневища треба кілька разів, пропускаючи через м'ясорубку.

## Збирання, переробка та зберігання
Збирають кореневища восени або рано навесні, викопуючи лопатами або виорюючи плугами. Вибирають, струшують землю, обрізують гнилі та пошкоджені частини і миють у холодній воді.
Після пров'ялювання на повітрі сушать на горищах, під наметами або в сушарках при температурі 50—60 °C, розстилаючи їх тонким шаром на папері, тканинах.
Сухі кореневища пакують у мішки або тюки вагою по 50 або 75 кг і зберігають у сухих прохолодних приміщеннях. Строк зберігання — до шести років.